# Эк, Элин
Элин Эк (швед. Elin Ek; род. 31 августа 1973 года, Авеста) — шведская лыжница, призёрка этапов Кубка мира, участница трёх Олимпийских игр и пяти чемпионатов мира, многократная чемпионка Швеции.
В Кубке мира Эк дебютировала 12 марта 1994 года, в ноябре 2001 года первый раз попала в тройку лучших на этапе Кубка мира, в эстафете. Всего имеет на своём счету 2 попадания в тройку лучших на этапах Кубка мира, оба в командных гонках, в личных гонках 8 раз попадала в десятку лучших. Лучшим достижением Эк в общем итоговом зачёте Кубка мира являются 21-е место в сезоне 2003/04. В сезоне 2006/07 одержала победу в общем зачёте Марафонского Кубка.
На Олимпийских играх 1998 года в Нагано заняла 35-е место в гонке на 15 км классическим стилем и 43-е место в гонке на 5 км классическим стилем.
На Олимпийских играх 2002 года в Солт-Лейк-Сити была 38-й в масс-старте на 15 км свободным стилем, 19-й в гонке на 10 км классическим стилем, 25-й в гонке преследования 5+5 км, 35-й в спринте, 12-й в эстафете и 25-й в гонке на 30 км классическим стилем.
На Олимпийских играх 2006 года в Турине стартовала в трёх гонках: скиатлон 7,5+7,5 км — 31-е место, 10 км классическим стилем — 23-е место и эстафета — 4-е место.
За свою карьеру принимала участие в пяти чемпионатах мира, лучший результат 6-е место в эстафете на чемпионате мира 2003 года а в личных гонках 10-е место в масс-старте на 15 км классическим стилем на том же чемпионате.
Использовала лыжи производства фирмы Fischer, ботинки и крепления Salomon.